# Nhật thực (album)
Nhật thực (hay Nhật thực 1) là album phòng thu đầu tay của nhạc sĩ Ngọc Đại và là album phòng thu thứ ba của ca sĩ Trần Thu Hà, được phát hành vào tháng 5 năm 2002 bởi Hãng phim Phương Nam. Album là sản phẩm cộng tác của Trần Thu Hà với nhạc sĩ Ngọc Đại khi ông phổ nhạc một số bài thơ của nhà thơ Vi Thùy Linh, biên tập và hòa âm bởi Đỗ Bảo, ngoài ra còn có sự hợp tác của ban nhạc Sao Mai, Nhạc viện Hà Nội và các ca sĩ Minh Anh, Minh Ánh. Chương trình biểu diễn theo kèm kéo dài trong năm 2002 với sự hỗ trợ của biên đạo múa Quỳnh Lan, đạo diễn Việt Tú, họa sĩ Trần Vũ Hoàng, nhà tạo mẫu Nguyễn Công Trí,... có được thành công ấn tượng bên cạnh nhiều tai tiếng lớn nhỏ, cản trở đáng kể tới việc lưu hành cũng như tổ chức.
Là một trong những album chủ đề đầu tiên của nền âm nhạc Việt Nam, Nhật thực là một sản phẩm rực rỡ, đánh dấu bước ngoặt trong sự nghiệp của ca sĩ Trần Thu Hà, trực tiếp đưa cô trở thành diva trẻ tuổi nhất trong làng nhạc nhẹ. Theo đuổi indie pop, album góp phần củng cố tên tuổi của nhạc sĩ Ngọc Đại, ngoài ra cũng giới thiệu thành công thế hệ nghệ sĩ trẻ tài năng mới của làng giải trí Việt Nam. Đánh giá chuyên môn cũng như của người hâm mộ là khá đa chiều, song album cùng chương trình cuối cùng vẫn được VTV bình chọn là "Sự kiện văn hóa tiêu biểu" của năm 2002.
Ngay sau tiếng vang của Nhật thực, những tranh cãi kéo dài khiến ê-kíp tổ chức dự án lập tức giải tán. Chỉ còn một mình nhạc sĩ Ngọc Đại tiếp tục dự án Nhật thực 2 vào năm 2003 với nhiều ca sĩ khách mời khác, song không có được thành công như mong đợi.

## Hoàn cảnh ra đời
Ngọc Đại là tên tuổi lớn trong làng nhạc nhẹ Việt Nam từ cuối những năm 1980, song ông cũng là một nhạc sĩ có tính cách đặc biệt. Tới thập niên 1990, ông có trong tay một ban nhạc thành công và cũng là một ông bầu có tiếng khắp 3 miền. Giới nghệ sĩ đặt biệt danh cho ông là "Đại điên", một phần vì ông luôn tìm tòi thứ âm nhạc không giống với quan điểm đại chúng, và một phần cũng vì tính cách khác người. Sớm tiếp nhận âm nhạc phương Tây, phong cách của Ngọc Đại là luôn tìm tòi phát triển các thể loại nhạc nước ngoài với "những chất liệu hoàn toàn thuần Việt".
Năm 2001, Ngọc Đại ly hôn với người vợ đầu tiên sau hơn 10 năm chung sống. Cuộc sống cá nhân gặp nhiều trục trặc khiến cho cảm hứng sáng tác tới với ông dào dạt. Đọc thơ của cây bút trẻ Vi Thùy Linh, ông viết liền 24 ca khúc chỉ trong 3 đêm với đầy đủ cảm xúc. Toàn bộ số ca khúc trên được ông gói gọn trong một cái tên "Nhật thực". Về nhan đề của dự án và album, nhạc sĩ thổ lộ đây là sản phẩm kết tinh khao khát cống hiến của ông tới công chúng: "Tôi đã chờ đợi, mong muốn về một sự dâng hiến nghệ thuật cho khán giả. Không phải lúc nào cũng xảy ra nhật thực, cũng như chương trình không biết bao giờ có lần thứ hai."
Nhà thơ Vi Thùy Linh tỏ rõ sự tin tưởng tới Ngọc Đại khi ông phổ nhạc các sáng tác của cô. Cô chia sẻ đó là "duyên mệnh nghệ thuật" và một năm sau khi sáng tác các giai điệu của Nhật thực, Ngọc Đại mới tới trực tiếp gặp cô để xin phép phát hành.
Tháng 6 năm 1999, Ngọc Đại vào Sài Gòn nhờ nhạc sĩ Bảo Chấn phối khí và anh đã giới thiệu Hồng Nhung. Ngọc Đại đã gặp Nhung và giao cho cô các ca khúc (trong đó có "Dệt tầm gai"). Ngọc Đại sau đó không liên lạc được với Bảo Chấn dù đã ứng tiền thực hiện phối khí. Sau 29 ngày, ông quyết định dừng dự án và ra Hà Nội đưa dự án cho Linh Dung và Lan Hương. Khi đó, Hồng Nhung ngỏ ý xin thu một số bài nhưng ông từ chối.
Sau thời gian dài không tìm nhạc sĩ hòa âm phối khí, Ngọc Đại bất ngờ chọn Đỗ Bảo khi đó mới chỉ là sinh viên năm thứ 3 khoa sáng tác Nhạc viện Hà Nội, là người phụ trách dự án của mình. Trước đó, Đỗ Bảo từng đệm đàn cho các chương trình biểu diễn của Ngọc Đại, ngoài ra có được chút tiếng tăm cùng ban nhạc Sao Mai và sáng tác, hòa âm phối khi cho vài nghệ sĩ như Tam ca 3A và người bạn thân Trần Thu Hà. Khi mới bắt đầu, Ngọc Đại thử thu âm với một số ca sĩ song không hài lòng, và trực tiếp Đỗ Bảo đã giới thiệu Trần Thu Hà tới ông sau một buổi thu âm tại phòng thu. Ngay lập tức, cô được chọn là ca sĩ duy nhất trình bày toàn bộ album.
Cá nhân nhạc sĩ Ngọc Đại cũng quen biết Trần Thu Hà từ khi cô còn rất nhỏ. Trước khi nhận lời tham gia cộng tác, Trần Thu Hà đã cho phát hành được 2 album nhạc pop là Em về tinh khôi (1999) và Bài tình cho giai nhân (2000). Tuy nhiên, đó cũng là thời điểm mà cô muốn thay đổi, tự tìm cho mình con đường và phong cách âm nhạc riêng. Nói về dự án, cô bộc bạch "tìm thấy ở nhạc Ngọc Đại, giai điệu dữ dội và thể hiện những khao khát rất phụ nữ" và gần gũi với mình.
Indie pop là phong cách chủ đạo được Ngọc Đại lựa chọn cho Nhật thực. Bên cạnh đó, âm nhạc điện tử và dân gian đương đại đặc trưng của ông cũng được bổ sung vào nội dung album. Chỉ có 9 sáng tác được sử dụng với chủ đề chính là tình yêu lứa đôi. Trực tiếp ban nhạc Sao Mai của Đỗ Bảo tham gia đệm nhạc cho toàn bộ các ca khúc. Đỗ Bảo cũng liên hệ với 2 chị em Minh Anh và Minh Ánh từ Tam ca 3A để phụ trách phần hát bè. Và đoạn thu âm tiếng cười của bé Marzuz–con gái nhạc sĩ Trần Thanh Phương được chọn phụ trách mở đầu và kết thúc cho album. Hơn hết, nhiều nghệ sĩ từ Nhạc viện Hà Nội (M.P.C.) cũng hỗ trợ chơi các nhạc cụ dân tộc trong từng giai điệu cụ thể, ngoài ra còn cung cấp địa điểm thu âm và thiết bị cho toàn bộ ê-kíp.
Khoảng 20.000 $ đã được cá nhân Trần Thu Hà xin tài trợ dù gặp nhiều vấn đề khác nhau. Ngọc Đại, Trần Thu Hà và trung tâm sản xuất băng đĩa nhạc Nhạc viện Hà Nội là nhà sản xuất của toàn bộ dự án.

## Tranh cãi

### Ca từ
Nhật thực được đăng ký xuất bản vào ngày 13 tháng 11 năm 2001 tại Trung tâm xuất bản âm nhạc Dihavina. Ngay lập tức, Phòng Quản lý biểu diễn và băng đĩa thuộc Cục nghệ thuật biểu diễn cho rằng ca từ của các ca khúc là "quá trần tục", "phạm vào không gian văn hóa âm nhạc của người Việt Nam". Cục cũng xin ý kiến từ Bộ Văn hóa Thông tin và Ban Tư tưởng Văn hóa Trung ương về việc phát hành album. Hội nhạc sĩ Việt Nam liền có phản hồi "Phần âm nhạc tìm tòi, có chỗ thành công nhưng cũng có đoạn chưa đạt. Còn về ca từ thì tập thơ đã được xuất bản nên đề nghị cho sản xuất và phát hành."
Tới ngày 27 tháng 12, nhạc sĩ Ngọc Đại chính thức lên tiếng, đồng ý sửa chữa ca từ để đảm bảo Nhật thực được ra mắt với công chúng. Tuy nhiên, ông cũng tỏ ra tiếc nuối khi cho rằng nhiều người đã phản ánh sai sự thật về phần ca từ, còn chính Cục nghệ thuật biểu diễn lại không có bằng chứng cụ thể về các "phản đối". Trái lại, ca sĩ Trần Thu Hà lại khá ủng hộ việc chỉnh sửa ca từ khi cho rằng "tư duy nhạc và thơ còn vênh nhau".
Không lâu sau, lần đầu tiên Hội nhạc sĩ Việt Nam phải đứng ra thẩm định nội dung một album thông qua một buổi tọa đàm chính thức vào ngày 19 tháng 1 năm 2002. Tại buổi tọa đàm, các nhạc sĩ đã cùng nhau chia sẻ quan điểm về ca từ của Nhật thực. Nhạc sĩ Hồng Đăng, Phó Tổng thư ký Hội nhạc sĩ Việt Nam, nhận xét rằng đối với Nhật thực, "hiệu quả âm nhạc lớn hơn hiệu quả ca từ". Nhạc sĩ Phó Đức Phương cũng đồng tình và khẳng định "sự băn khoăn về nội dung ca từ là không đáng có". Nhạc sĩ Đặng Hoành Loan, hiệu phó Nhạc viện Hà Nội, cho rằng Cục nghệ thuật biểu diễn đã quá vội vàng gửi văn bản lên Bộ mà chưa góp ý tới các tác giả. Tuy nhiên, phía Cục nghệ thuật biểu diễn vẫn yêu cầu sửa ca từ của 4 ca khúc.
Cuối cùng, 2 ca khúc "Tự tình" và "Mơ" buộc phải bị xóa bỏ hoàn toàn khỏi dự án, đưa số ca khúc trong album chỉ còn lại 7. Ca khúc "Cây nữ tu" sau khi chỉnh sửa về nội dung cũng phải đổi tên thành "Ảo ảnh". Album chính thức nhận được giấy phép phát hành vào đầu tháng 3 năm 2002.

### Tác quyền
Ngay từ năm 2001, đã có một số tranh chấp nhỏ về bản quyền giữa Ngọc Đại và Hồng Nhung với ca khúc "Dệt tầm gai", song tranh chấp sớm được giải quyết. Vụ việc xảy ra khi Hồng Nhung đã mang ca khúc đi biểu diễn và có ý định đưa vào trong album cá nhân. Nhưng trước đó nhạc sĩ đã không đồng ý cho cô sử dụng ca khúc và cảnh cáo sẽ kiện. Ca sĩ sau đó đã gửi thư đến báo giới thanh minh, chia sẻ từng cùng Ngọc Đại "thu thanh bài hát này tại phòng thu của nhạc sĩ Quốc Trung". Chánh văn phòng Hội Nhạc sĩ Việt Nam Phan Phương, nhạc sĩ Nguyễn Cường, Nguyễn Lưu, Lương Hải đều lên tiếng ủng hộ cô.
Ngọc Đại thì giải thích bức thư của Hồng Nhung là "vênh sự thật" và nhấn mạnh rằng việc đến thu thanh chỉ là "sự tình cờ gặp" và yêu cầu Cục Bản quyền can thiệp. Trần Thu Hà sau đó bày tỏ quan điểm bảo vệ phong cách trình diễn của Hồng Nhung và cho rằng bản quyền ca khúc này "chưa được mua đứt" nên không thể xảy ra kiện tụng.
Những tranh cãi lớn về tác quyền, chủ yếu giữa Vi Thùy Linh và nhạc sĩ Ngọc Đại đã nổ ra trước, trong và sau khi liveshow và album được ra mắt. Phía Vi Thùy Linh, nhà thơ cho rằng việc không để cô xuất hiện trên bìa đĩa mà chỉ ghi tên ở phần bìa sau, cũng như việc sửa ca từ – vốn là lời thơ do cô viết – là không tôn trọng quyền tác giả nói riêng và cá nhân cô nói chung. Hơn nữa, cô cũng nhận xét rằng việc các sản phẩm quảng cáo, giới thiệu không hề có tên cô, và nhạc sĩ cũng không nhắc tới cô trong đêm diễn đầu tiên của Nhật thực cũng là điều không hợp lý. Phía nhạc sĩ Ngọc Đại và cả ca sĩ Trần Thu Hà thì đều cho rằng với trách nhiệm là nhà sản xuất, họ đã trả tiền tác quyền hợp lý, theo đúng luật, thậm chí nhạc sĩ Ngọc Đại còn phải thế chấp tài sản cá nhân để có kinh phí hoàn thiện dự án. Ca sĩ Trần Thu Hà cũng bổ sung thêm việc để hình nghệ sĩ lên phần bìa của một album chủ đề là không hợp lý vì nó làm hỏng ý tưởng nghệ thuật ban đầu.
Phản ứng của Vi Thùy Linh là khá gay gắt khi cô đe dọa không cho phép sử dụng thơ của cô nữa và không để dự án tiếp tục. Bản thân nhạc sĩ Ngọc Đại lại tỏ rõ vẻ bất bình: "Làm chương trình nữa hay không là quyền của tôi." Thực tế, theo những thông tin từ người trong cuộc, bao gồm nhạc sĩ Ngọc Đại, ca sĩ Trần Thu Hà và quản lý chương trình Nguyễn Trí Linh, lý do chính nằm ở tính kinh tế quá thấp của dự án. Do dự án quá tốn kém và không có khả năng thu hồi vốn, nhạc sĩ Ngọc Đại sau đó chỉ có thể tặng 2 CD cho nhà thơ thay quà cám ơn.
Tháng 6 năm 2001, Trần Thu Hà đã gửi 20 triệu đồng cho Ngọc Đại như tiền tác quyền. Cô liền nhận được những phản ứng bất ngờ cùng lời khen ngợi của nhạc sĩ Phó Đức Phương và Nguyễn Cường. Ngọc Đại chia sẻ đây là lần đầu tiên ông nhận được tiền tác quyền trong suốt 20 năm sáng tác.

## Phát hành

### Liveshow
Theo kế hoạch ban đầu, liveshow của Nhật thực được tổ chức sau khi album ra mắt để quảng bá cho album này. Tuy nhiên, vì những trục trặc kéo dài, chủ yếu về phần ca từ và nội dung mà album buộc phải trì hoãn việc phát hành. Nhưng liveshow, dù đã dời xuống so với kế hoạch ban đầu, vẫn tiếp tục, và với những tranh cãi ồn ào trên các phương tiện truyền thông, chương trình dễ dàng thu hút được một lượng lớn công chúng quan tâm.
Ngoài ban nhạc Sao Mai cùng nhiều nhạc sĩ của Nhạc viện Hà Nội, Trần Thu Hà đã mời hàng loạt nghệ sĩ trẻ tới cộng tác cho riêng liveshow. Biên đạo múa của chương trình là Nguyễn Quỳnh Lan, khi đó vừa đoạt giải nhất của cuộc thi "Tài năng biểu diễn Nghệ thuật Múa toàn quốc". Nhà tạo mẫu Nguyễn Công Trí là người thiết kế trang phục trình diễn của Trần Thu Hà. Họa sĩ Trần Vũ Hoàng – người phụ trách thiết kế sân khấu và đồ họa quảng cáo – tiết lộ: "Không khí của sân khấu sẽ có cái hồn của tác giả, tôn vinh và hỗ trợ cho người xem cảm nhận tốt nhất về âm nhạc... Sân khấu sẽ sử dụng nghệ thuật performance, bố cục không gian, thời gian một cách chặt chẽ." Khác với các chương trình biểu diễn thông thường khác tại Việt Nam vào thời điểm đó, liveshow Nhật thực hoàn toàn không có MC dẫn chương trình để khán giả hoàn toàn tập trung thưởng thức không gian âm nhạc. Quản lý của ban nhạc Sao Mai, giám đốc âm nhạc của chương trình – nhạc sĩ Trương Ngọc Ninh – lại có chút lo lắng về hình thức trình diễn theo phong cách phương Tây này.
Ban đầu, Trần Thu Hà muốn mời đạo diễn nổi tiếng của làng âm nhạc Việt Nam là Phạm Hoàng Nam thực hiện chương trình, song anh từ chối vì cảm thấy âm nhạc không phù hợp với quan điểm nghệ thuật của mình. Họa sĩ Trần Vũ Hoàng, anh trai của cô, liền giới thiệu một nghệ sĩ trẻ là Việt Tú. Việt Tú từng học khoa clarinet cùng khóa với Trần Thu Hà tại Nhạc viện Hà Nội, song không có thành tích và buộc chuyển sang học đạo diễn tại Đại học Sân khấu Điện ảnh Hà Nội. Khi dự án Nhật thực bắt đầu, Việt Tú còn đang thực tập tại Đài truyền hình Việt Nam. Khi biết Việt Tú là người thực hiện những video phông nền cho sân khấu của chương trình, Trần Thu Hà đã sốc và tỏ ý bất bình với anh trai của mình. Tuy nhiên sau đó sản phẩm lại thuyết phục cô tin tưởng anh. Bản thân Việt Tú thì vô cùng hào hứng, cho rằng mình "quá may mắn" để tạo được "những bứt phá vào đúng thời điểm để tạo ra được những dấu mốc cho mình và cho những người mình cùng cộng tác".
2 buổi diễn đầu tiên của chương trình diễn ra vào ngày 12 và 13 tháng 4 năm 2002 tại Cung Văn hóa Hữu nghị Hà Nội. Đây cũng là liveshow cá nhân đầu tiên của ca sĩ Trần Thu Hà.

### Album
Phần thiết kế của album được Trần Thu Hà nhờ người bạn là một họa sĩ người Tây Ban Nha thực hiện. Cô nói: "Đây là lần đầu tiên anh làm bìa đĩa tại Việt Nam.... Ý tưởng là dùng ánh sáng để cắt thành những khoảng sáng tối trên khuôn mặt. Tất cả các hình ảnh trên bìa đĩa đó không được trọn vẹn hoặc được làm nhoè đi. Mình thích dùng màu đen, cam và xanh làm chủ đạo. Ý tưởng này đến rất ngẫu nhiên." Trên bìa đĩa, ca sĩ cũng đề dòng chữ "Vol. 1" như để khẳng định đây chỉ là sản phẩm đầu tiên trong dự án Nhật thực mà cô tham gia. Với mục đích giới thiệu sản phẩm ra quốc tế, nhan đề các ca khúc của album cũng được dịch sang tiếng Anh.
Album Nhật Thực cuối cùng được ra mắt tại Việt Nam vào tháng 5 năm 2002 bởi hãng Phương Nam Film. Dè dặt trước khả năng đón nhận của công chúng, số lượng đĩa phát hành là khá hạn chế với 5.000 bản. Tuy nhiên, ngay sau ngày phát hành, đã có một số lượng lớn đĩa lậu chất lượng kém được bày bán công khai với giá thành vô cùng thấp, làm bản thân nhạc sĩ Ngọc Đại cảm thấy bàng hoàng. Album sau đó được phát hành dưới dạng tải kỹ thuật số trên hệ thống bán lẻ trực tuyến của iTunes vào năm 2003 bởi hãng KL Entertainment và trên hệ thống nghe nhạc trực tuyến của Deezer vào ngày 9 tháng 10 năm 2013.

## Danh sách ca khúc
Tất cả các ca khúc được viết bởi Ngọc Đại, được viết lời bởi Vi Thùy Linh, hòa âm bởi Đỗ Bảo.
| STT | Nhan đề                                                               | Thời lượng |
| --- | --------------------------------------------------------------------- | ---------- |
| 1.  | "Nghi ngại" (Shadow of Doubt)                                         | 7:05       |
| 2.  | "Đừng hát tình ca du mục nữa" (Sing No More the Nomad's Song of Love) | 6:16       |
| 3.  | "Phía ngày nắng tắt" (The Sunset Side of the Day)                     | 6:33       |
| 4.  | "Dệt tầm gai" (Weaving "tầm gai")                                     | 4:39       |
| 5.  | "Tiếc nuối" (Silent Regret)                                           | 5:46       |
| 6.  | "Ảo ảnh" (Illusions)                                                  | 4:40       |
| 7.  | "Nhật thực" (Solar Eclipse)                                           | 4:26       |

| Ấn bản quốc tế | Ấn bản quốc tế                | Ấn bản quốc tế |
| STT            | Nhan đề                       | Thời lượng     |
| -------------- | ----------------------------- | -------------- |
| 1.             | "Ảo ảnh"                      | 4:28           |
| 2.             | "Dệt tầm gai"                 | 4:39           |
| 3.             | "Đừng hát tình ca du mục nữa" | 6:17           |
| 4.             | "Nghi ngại"                   | 7:06           |
| 5.             | "Nhật thực"                   | 4:28           |
| 6.             | "Phía ngày nắng tắt"          | 6:35           |
| 7.             | "Tiếc nuối"                   | 5:47           |

| Bản gốc tái phát hành năm 2021 | Bản gốc tái phát hành năm 2021              | Bản gốc tái phát hành năm 2021 |
| STT                            | Nhan đề                                     | Thời lượng                     |
| ------------------------------ | ------------------------------------------- | ------------------------------ |
| 1.                             | "Tự tình"                                   |                                |
| 2.                             | "Mơ"                                        |                                |
| 3.                             | "Nghi ngại"                                 | 7:05                           |
| 4.                             | "Đừng hát tình ca du mục nữa" (Bản lời gốc) | 6:16                           |
| 5.                             | "Phía ngày nắng tắt"                        | 6:33                           |
| 6.                             | "Dệt tầm gai"                               | 4:39                           |
| 7.                             | "Tiếc nuối"                                 | 5:46                           |
| 8.                             | "Cây nữ tu" (Bản gốc của Ảo ảnh)            | 4:40                           |
| 9.                             | "Nhật thực"                                 | 4:26                           |

## Thành phần tham gia sản xuất
| - Trần Thu Hà – hát chính, hát bè, sản xuất. - Ngọc Đại – sản xuất, sáng tác, chỉnh sửa lời, kỹ thuật viên âm thanh. - Vi Thùy Linh – lời thơ. - Minh Anh, Minh Ánh – hát bè. - Các nghệ sĩ khách mời của Nhạc viện Hà Nội – nhạc cụ dân tộc. - Marzuz – giọng cười mở đầu và kết thúc album. Liveshow trình diễn - Trương Ngọc Ninh – giám đốc âm nhạc. - Nguyễn Trí Linh – tổng phụ trách chương trình. - Trần Vũ Hoàng – họa sĩ, thiết kế sân khấu. - Nguyễn Việt Tú – đạo diễn chương trình. - Nguyễn Quỳnh Lan – biên đạo múa. - Nguyễn Công Trí – thiết kế phục trang. | Ban nhạc Sao Mai - Đỗ Bảo – hòa âm, phối khí, keyboard, kỹ thuật viên âm thanh. - Nguyễn Mai Kiên – bass. - Phạm Quốc Long – guitar. - Mạnh Cường – trống. - Hà Đình Huy – định âm. - Bảo Long – saxophone. - Trọng Nghĩa – keyboard. - Sơn Thạch – keyboard. |

## Đón nhận của công chúng
~ Báo điện tử VnExpress
Trái với những lời chê bai từ Cục nghệ thuật biểu diễn, chương trình và album nhận được những lời đánh giá rất tích cực từ giới chuyên môn cũng như một phần nhỏ khán giả nghe nhạc. Nhạc sĩ Trần Tiến nhận xét đêm nhạc "quá hay" và "sẽ không có ca sĩ nào đầy đủ cảm xúc để hát thành công nhạc Ngọc Đại nữa". Trong khi nhạc sĩ Nguyễn Cường lại hoan nghênh những tìm tòi sáng tạo của các nghệ sĩ trái với số đông đương thời. Tuy nhiên ông cũng để lại băn khoăn trước việc sản phẩm có được công chúng tiếp nhận hay không.
Hầu hết các nhận xét đều cho rằng âm nhạc của Nhật thực quá kén thính giả. Các đánh giá chuyên môn nhấn mạnh vào thứ âm nhạc cá tính, phong cách ma mị và phương pháp hòa âm phối khí hiện đại, chặt chẽ của dự án để tôn vinh tài năng của Trần Thu Hà và ê-kíp thực hiện. Bản thân nhạc sĩ Ngọc Đại cho rằng đây chỉ là bước đầu trong sự nghiệp âm nhạc mà ông muốn xây dựng từ lâu. Năm 2014, VTC bình luận rằng khi ra mắt, hầu hết mọi người "cho rằng đây là dự án điên và dung tục". Tuy nhiên, họ cũng cho rằng Trần Thu Hà chính là người tiên phong trong việc chấp nhận thử nghiệm những cái mới, từ đó "đã bật lên như một hiện tượng, tách ra khỏi lớp ca sĩ trẻ đương thời để bước lên một đẳng cấp mới" Báo Công an nhân dân đánh giá rất cao sự kết hợp giữa 3 nghệ sĩ, cho rằng chất "ma quái" trong của Vi Thùy Linh, Ngọc Đại và Trần Thu Hà đã được cộng hưởng hài hòa.
Nhật thực cũng được coi là album đầu tiên của Việt Nam được xây dựng theo album chủ đề. Đây cũng là sản phẩm đầu tiên của nền nhạc nhẹ Việt Nam chú trọng tới phần hòa âm phối khí hơn là chất giọng của ca sĩ, từ đó trực tiếp thay đổi quan điểm nghe nhạc xưa cũ của công chúng. Cuối năm 2002, toàn bộ dự án được trao giải thưởng danh tiếng "Sự kiện văn hóa tiêu biểu" của năm 2002 bởi VTV. Trên hết, Nhật thực là sản phẩm chính thức đưa Trần Thu Hà từ ca sĩ trẻ tiềm năng lên hàng diva của nhạc nhẹ Việt Nam, trở thành người trẻ nhất và người cuối cùng có được danh hiệu này từ công chúng yêu nhạc. Các đánh giá cũng đặc biệt nhấn mạnh tài năng của nhạc sĩ Đỗ Bảo trong cách hòa âm mới mẻ khi "trị được những giai điệu chênh vênh, bất định của Ngọc Đại". Đây cũng là quan điểm được báo Việt Nam mới chia sẻ vào năm 2017, nhấn mạnh rằng "nhạc Việt như đạt đến đỉnh cao, "dám chơi, dám chịu" của những thể nghiệm và sáng tạo vượt bậc".
Thành công lớn của dự án cũng trực tiếp giới thiệu thế hệ nghệ sĩ trẻ tài năng của làng giải trí Việt Nam. Ban nhạc Sao Mai ngay lập tức là thương hiệu uy tín trong làng nhạc nhẹ Việt Nam, trở thành ban nhạc chính thức của các chương trình truyền hình hàng đầu là Liên hoan tiếng hát truyền hình toàn quốc và Sao Mai điểm hẹn. Cá nhân nhạc sĩ Đỗ Bảo bắt tay vào con đường sáng tác chuyên sâu với nhiều album phòng thu cá nhân và các dự án cộng tác nhiều tiếng vang. Đạo diễn Việt Tú cũng lập tức có được thành công khi nhận được lời mời thực hiện các video ca nhạc cho chương trình truyền hình VTV Bài hát tôi yêu lần thứ nhất (2003) từ các ca sĩ Kasim Hoàng Vũ, Thu Phương, Mỹ Linh, Minh Quân, Trần Thu Hà,... đặc biệt là chương trình giao thừa xuân 2002-2003 của Đài truyền hình Việt Nam và lễ khai mạc và bế mạc Đại hội Thể thao Đông Nam Á 2003, trực tiếp đưa anh thành đạo diễn chương trình truyền hình hàng đầu Việt Nam. Nhà tạo mẫu Nguyễn Công Trí, dù khi đó mới chỉ vào nghề được 2 năm, sau này cũng trở thành tên tuổi lớn trong ngành thời trang Việt Nam khi liên tục gặt hái nhiều giải thưởng trong và ngoài nước.

## Nhật thực 2
Tranh cãi kéo dài, dự án bị đình trệ hơn bình thường, phản ứng trái chiều của dư luận và tính thương mại thấp của chương trình khiến toàn bộ ê-kíp cảm thấy mệt mỏi. Gần như ngay lập tức, họ tuyên bố chia tay phần tiếp theo của dự án để theo đuổi những kế hoạch cá nhân riêng. Theo hợp đồng với các nhà tài trợ, dự án buộc phải diễn xuyên Việt, tuy nhiên họ mới chỉ thực hiện được 2 buổi diễn tại Hà Nội, vì vậy Ngọc Đại buộc phải tìm ê-kíp mới để hoàn tất những ràng buộc.
Dù vô cùng hào hứng và ủng hộ nhạc sĩ Ngọc Đại, Trần Thu Hà cũng phải thông báo ngừng sản xuất và cộng tác với ông. Sau dự án, cô theo học bằng Thạc sĩ tại Hà Nội, xen kẽ với những chương trình biểu diễn trên khắp cả nước. Thành công của Nhật thực giúp cô có được tiếng vang trong và ngoài nước, và việc gặp gỡ sau đó với người chồng tương lai – nhà sản xuất âm nhạc Việt kiều Ben Doan – đã khiến cô sớm định hình được con đường sự nghiệp cũng như cuộc sống sau này tại nước ngoài.
Chỉ duy nhất Đỗ Bảo cùng ban nhạc Sao Mai là những nghệ sĩ tiếp tục đi cùng Ngọc Đại trong dự án Nhật thực 2 mà ông thực hiện vào giữa năm 2003. Tuy nhiên, chính họ cũng không thể theo đuổi lâu dài khi dừng lại vào giữa năm 2004, đặc biệt đó cũng là lúc Đỗ Bảo bắt đầu hoàn tất kế hoạch thu âm và sản xuất album phòng thu đầu tay Cánh cung, ra mắt vào tháng 9 cùng năm.
Chương trình Nhật thực 2 xuyên Việt chính thức được ra mắt với 2 buổi diễn ngày 20 và 21 tháng 5 tại Hà Nội và kéo dài tới hết tháng 11 năm 2004. Chương trình tổng hợp các sáng tác khác của Ngọc Đại phổ nhạc các bài thơ của Ly Hoàng Ly, Giáng Vân, Lan Vinh,... Các ca sĩ Thanh Lam, Khánh Linh, Tùng Dương và nhóm 5 Dòng Kẻ là những nghệ sĩ tham gia trình diễn trực tiếp. Phản ứng của dư luận là khá rụt rè và chương trình không có được thành công như mong đợi. Album Nhật thực 2 được sản xuất bởi nhạc sĩ Quốc Bảo và ra mắt vào ngày 24 tháng 12 năm 2004 với 11 ca khúc, trình bày bởi 2 ca sĩ trẻ Khánh Linh và Tùng Dương. Nhật thực 2 được cho là thành thông cả về chất lượng nghệ thuật và thương mại khi tiêu thụ 50.000 bản, tuy nhiên lý do là Đại hạ giá đĩa vật lý nhằm cạnh tranh với tình trạng in lậu.
Tháng 6 năm 2005, một chương trình tổng hợp có tên Nhật thực toàn phần được Ngọc Đại đứng ra tổ chức tại Nhà hát Lớn Hà Nội, biên tập lại toàn bộ nội dung của 2 sản phẩm Nhật thực 1 và Nhật thực 2.